# 月球城市
《月球城市》是一本2017年由安迪·威爾创作的科幻小说。小说设定的时间是发生在2080年, 讲述了搬運工兼走私犯Jasmine "Jazz" Bashara, 在月球上的唯一一座城市--阿尔忒弥斯（Artemis）的生活，同時她被卷入了一场控制城市居民生死的阴谋中。
該小說的有聲書是由蘿莎瑞·道森負責旁述的。

## 人物角色
- Jasmine "Jazz" Bashara
- Ammar Bashara
- Trond Landvik
- Martin Svoboda
- Rudy DuBois
- Dale Shapiro
- Bob Lewis
- Fidelis Ngugi
- Marcelo Alvarez
- Jin Chu
- Loretta Sanchez
- Kelvin Otieno

## 出版
《月球城市》在2017年11月14日出版，並在紐約時報暢銷書榜上首发排名第6位。

## 改編電影
2017年5月，二十世紀福斯和摄政企业取得這本還未出版小說的電影版權，賽門·金柏格和Aditya Sood監製。2017年9月菲爾·洛德與克里斯多福·米勒宣布擔任聯合導演。2018年7月，宣布吉妮瓦·羅伯森-多瑞會編寫劇本。